# Mai Khắc Đôn
Mai Khắc Đôn (枚克敦, 1853-1930) là một nho sĩ, viên quan dưới triều đại nhà Nguyễn, ông từng giữ chức Lễ bộ Thượng thư dưới triều Duy Tân và được đánh giá là có ảnh hưởng sâu sắc tới tư tưởng vị vua này.

## Thân thế
Cụ Mai Khắc Đôn quê ở huyện Hương Trà, tỉnh Thừa Thiên-Huế; thân phụ là ông Mai Bá Hanh.

### Thầy dạy vua Duy Tân
Tòa Khâm sứ đã cử các thành viên trong Phủ phụ chính làm thầy dạy chữ Hán cho vua Duy Tân, nhưng đã bị ông từ chối, thay vào đó ông đã chọn viên Tuần phủ Quảng Trị khi đó là Mai Khắc Đôn làm quan phụ đạo của mình.